# Illian

De vlag van Illian

Mattin Stepaneos 'persoonlijke vlag

Illian is een natie aan de Zee der Stormen in de fictieve wereld van de veertiendelige serie Het Rad des Tijds geschreven door Robert Jordan.
Illian wordt in het zuiden begrensd door de Zee der Stormen, in het westen door de natie Altara, in het noorden door de natie Andor en in het oosten door de natie Tyr. De hoofdstad van het land is de gelijknamige stad Illian. Rond het Tammuzplein in het hart van de hoofdstad Illian liggen het paleis van de Koning, de Grote Zaal van de Raad van Negen en het gebouw van de Vergadering.
Illian is de aartsvijand van Tyr, en de twee naties kunnen absoluut niet met elkaar overweg, wat goed te merken in het vierde deel van het Rad des Tijds, De Komst van de Schaduw, waarin de Herrezen Draak Rhand Altor proclameert dat de legers van Tyr op mars gingen. Meteen riepen alle hoogheren: "Illian zal vallen" terwijl de mars naar het verder noordelijke Cairhien ging.
De banier van Illian toont negen gouden bijen op een veld van sinopel.
In de boekenserie wordt Illain in het geheim geregeerd door de Verzaker Sammael. Deze wordt echter door Rhand Altor verslagen in de vervloekte stad Shadar Logoth. Illian kroont Rhand daarna tot koning, en vanuit Illian leidt Rhand de strijd tegen de Seanchanen.
Aiel-woestijn · Altara · Amadicia · Andor · Arad Doman · Arafel · Cairhien · Eilanden van het Zeevolk · Falme · Geldan · Illian · Kandor · Land van de Waanzinnigen · Malkier · Mayene · Morland · Saldea · Seanchan · Shara · Shienar · Tarabon · Tar Valon · Tyr · de Verwording